# Mnaseas
Mnaseas din Patras (sau Patræ) a fost un autor antic care a trăit în jurul anului 200 î. Hr. Probabil a fost un discipol al lui Eratostene. Opera sa, „Periegesis” (Pelegrinări) descria Europa, Asia și Libia, cel mai probabil în această ordine, în șase sau opt cărți, iar în „Despre oracole” se pare că indexase o serie de răspunsuri ale oracolelor cu comentarii pe marginea lor. Prea puțin s-a păstrat din opera lui pentru a se putea avea o viziune completă asupra acesteia.